# 第18次長期滞在
第18次長期滞在（だい18じちょうきたいざい、Expedition 18）は、国際宇宙ステーションへの18回目の長期滞在である。
最初の2人の乗組員マイケル・フィンクとユーリ・ロンチャコフは2008年10月12日にソユーズTMA-13で打ち上げられた。サンドラ・マグナスはSTS-126で打ち上げられ、第18次長期滞在に加わった。彼女は、2009年3月17日にSTS-119で打ち上げられた宇宙航空研究開発機構の若田光一と交代した。グレゴリー・シャミトフは第17次長期滞在から継続で、STS-126で地球に帰還した。

## 乗組員
| 職務                | 第1期 (2008年10月-11月)                   | 第2期 (2008年11月-2009年3月)              | 第3期 (2009年3月-4月)                     |
| ------------------- | ----------------------------------------- | ----------------------------------------- | ----------------------------------------- |
| 船長                | マイケル・フィンク, NASA （2度目の飛行）  | マイケル・フィンク, NASA （2度目の飛行）  | マイケル・フィンク, NASA （2度目の飛行）  |
| フライトエンジニア1 | ユーリ・ロンチャコフ, RSA （3度目の飛行） | ユーリ・ロンチャコフ, RSA （3度目の飛行） | ユーリ・ロンチャコフ, RSA （3度目の飛行） |
| フライトエンジニア2 | グレゴリー・シャミトフ, NASA （初飛行）   | サンドラ・マグナス, NASA （2度目の飛行）  | 若田光一, JAXA （3度目の飛行）            |

### 備考
当初はサリザン・シャリポフが参加する予定だったが、バックアップのユーリ・ロンチャコフと交代になった。

### バックアップ
- ゲンナジー・パダルカ　船長、RSA（ロンチャコフ）
- マイケル・バラット　フライトエンジニア、NASA（フィンク）
- ティモシー・コプラ　フライトエンジニア、NASA（シャミトフ）
- ニコール・ストット　フライトエンジニア、NASA（マグナス）
- 野口聡一　フライトエンジニア、NASA（若田）

## デブリの衝突
1993年にGPS衛星を打ち上げたデルタIIロケットのペイロード支持モジュールの破片がスペースデブリとして、2009年3月12日にISSの近傍を通過した。ISSとデブリの接近が発見されたのは、衝突回避マニューバが起動できるよりも後になってからだった。乗組員はモジュール間のハッチを閉めて緊急用にドッキングしていたソユーズに避難した。デブリは衝突せず、16:38UTCに通り過ぎ、乗組員は5分後には通常の作業に戻った。